# Le Hussard bleu
 (août 2019).
Le Hussard bleu est un roman de Roger Nimier, publié chez Gallimard en 1950.

## Portée et contexte
Il parait deux ans après Les Épées (1948), le premier roman en grande partie autobiographique de son auteur, et se situe dans la même logique. Le Hussard bleu est le roman le plus connu de Nimier et il y réemploie le personnage de François Sanders.
Bernard Frank a fait de Nimier le chef de file des Hussards en décembre 1952, dans un article célèbre paru dans la revue Les Temps modernes. Le nom de « Hussards » fait explicitement référence au Hussard bleu.

## Résumé du roman
Écrit à plusieurs voix, chaque chapitre étant écrit par un personnage différent, Le Hussard bleu est l'histoire du fictif XVIe hussard en guerre en Allemagne pendant la Seconde Guerre mondiale et l'immédiat après-guerre.
Le roman est centré sur le personnage de Saint-Anne, très jeune et beau hussard, à peine sorti de l'enfance, ami de François Sanders, plus expérimenté, qui l'a pris sous son aile. C'est lui qui a un improbable et splendide uniforme bleu qui le met en valeur.
Ils rencontrent la guerre, l'amour, l'alcool, le danger, la population allemande, se frottent les uns aux autres dans leur vie de trouffion, pensent à l'après-guerre.

## Personnages du roman
Tous les personnages s'expriment de manière subjective. Certains apparaissent, puis disparaissent au fil des événements et le nom de chaque personnage sert de titre aux différents chapitres, regroupés en trois parties.
Les principaux sont :
- Sanders :  À la fois viril et guerrier, en apparence sûr de lui, cynique, il cache une souffrance et un doute personnel, ce qui est affiché symboliquement par de visibles blessures.
- Saint-Anne : très jeune, à peine sorti de l'école, il profite de son charme et de son intelligence pour se jouer en particulier de la balourdise de ses supérieurs. Il a encore des traits de l'enfance, il est beau, mais est ambivalent par bien des aspects, car bien qu'ayant un certain courage, nombreux sont ceux qui lui trouvent l'air d'une fille. Il admire Sanders dès la première minute, où celui-ci lui a pourtant cassé la figure, ce qui soudera leur relation. Des traits masochistes, notamment dans ses rapports, qui se cherchent encore, avec les femmes.
- Florence : une femme qui n'a pas froid aux yeux et qui habituellement sait mener sa barque au milieu des hommes. Elle oscille entre les uns et les autres.
- Casse-pompons, Los Anderos, Bernard Tisseau, de Forjac, Colonel de Fermendidier... : une brochette de militaires caricaturaux, allant du sous-off rengagé aux capacités limitées dont le langage fait penser aux cuirassiers de Céline, jusqu'aux vieilles badernes ouvertement réactionnaires, en passant par les anciens "eftépés" qui suivent leur idéal, ou l'intellectuel chrétien qui hésite à se rengager pour l'Indochine.